# Silvia Soler Espinosa
Silvia Soler Espinosa (Elche, 19 de Novembro de 1987) é uma ex-tenista profissional espanhola. Seus melhores rankings são em 54ª de simples e 39ª de duplas. Conquistou 1 título de duplas.

## Finais no circuito WTA

### Simples (0–1)
| Legenda                             |
| ----------------------------------- |
| Grand Slam (0–0)                    |
| WTA Tour (0–0)                      |
| Premier Mandatory & Premier 5 (0–0) |
| Premier (0–0)                       |
| International (0–1)                 |

| Finais por Piso |
| --------------- |
| Duro (0–0)      |
| Saibro (0–1)    |
| Grama (0–0)     |
| Carpete (0–0)   |

| Posição | N. | Data         | Torneio                                           | Piso   | Oponente    | Placar   |
| ------- | -- | ------------ | ------------------------------------------------- | ------ | ----------- | -------- |
| Vice    | 1. | 24 Maio 2014 | Internationaux de Strasbourg, Estrasburgo, França | Saibro | Monica Puig | 4–6, 3–6 |

### Duplas (1–1)
| Legenda                             |
| ----------------------------------- |
| Grand Slam (0–0)                    |
| WTA Tour (0–0)                      |
| Premier Mandatory & Premier 5 (0–0) |
| Premier (1–0)                       |
| International (0–1)                 |

| Finais por Piso |
| --------------- |
| Duro (1–1)      |
| Saibro (0–0)    |
| Grama (0–0)     |
| Carpete (0–0)   |

| Posição | N. | Data              | Torneio                                  | Piso | Parceiro            | Oponentes                                  | Placar                |
| ------- | -- | ----------------- | ---------------------------------------- | ---- | ------------------- | ------------------------------------------ | --------------------- |
| Vice    | 1. | 24 Fevereiro 2014 | Brasil Tennis Cup, Florianópolis, Brasil | Duro | Francesca Schiavone | Anabel Medina Garrigues Yaroslava Shvedova | 6–7(1–7), 6–2, [3–10] |
| Campeã  | 1. | 18 Agosto 2014    | Connecticut Open, New Haven, EUA         | Duro | Andreja Klepač      | Marina Erakovic Arantxa Parra Santonja     | 7–5, 4–6, [10–7]      |